# Poolewe Stone

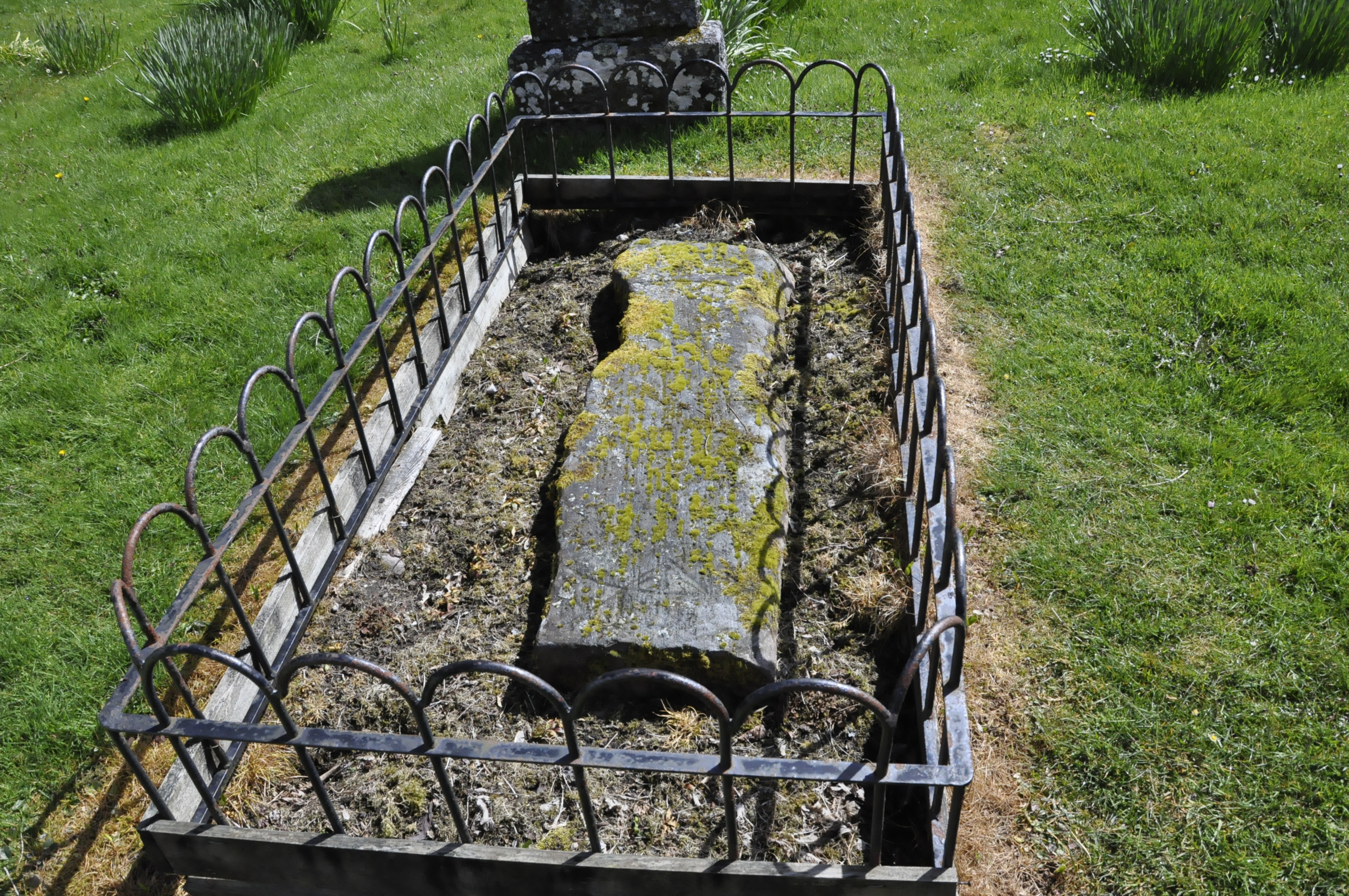
Poolewe Stone op het kerkhof van Poolewe

De Poolewe Stone is een klasse 1 Pictische steen, ontdekt in 1992 te Poolewe, Schotland. De steen vertoont de gangbare Pictische inscripties zoals een halve maan en een insnijding in de vorm van een V. In de halve maan zijn cirkels gebeiteld en twee spiralen die een pelta vormen.
Anno 2011 ligt deze steen op het kerkhof van Poolewe. Hij is omringd door een laag hekken en is gebruikt als grafsteen.